# Yanıkçay, Gevaş
Yanıkçay là một xã thuộc thành phố Gevaş, tỉnh Van, Thổ Nhĩ Kỳ. Dân số thời điểm năm 2011 là 189 người.